# فيينى سامواىز
فيينى سامواىز (بالإنجليزية: Vinny Samways)‏ (27 أكتوبر 1968 في المملكة المتحدة - ) هو لاعب كرة قدم بريطاني في مركز الوسط. لعب مع برمنغهام سيتي وتوتنهام هوتسبير ونادي إشبيلية ونادي إيفرتون ونادي لاس بالماس ونادي والسول ووولفرهامبتون واندررز ونادي الخيسيراس.

## وصلات خارجية
- فيينى سامواىز على موقع قاعدة بيانات كرة القدم.إي يو (الإنجليزية)
- فيينى سامواىز على موقع Soccerbase.com (لاعب) (الإنجليزية)
- فيينى سامواىز على موقع عالم كرة القدم.نت (الإنجليزية)